# Камада Дайті
Дайті Камада (яп. 鎌田大地; нар. 5 серпня 1996, Префектура Ехіме) — японський футболіст, півзахисник англійського клубу «Крістал Пелес» та збірної Японії.

## Клубна кар'єра
У дорослому футболі дебютував 2015 року виступами за команду клубу «Саган Тосу», у якій провів два сезони, взявши участь у 65 матчах чемпіонату. Більшість часу, проведеного у складі «Саган Тосу», був основним гравцем команди.
Своєю грою за цю команду привернув увагу представників тренерського штабу клубу «Айнтрахт», до складу якого приєднався в червні 2017 року. Футболіст підписав контракт із клубом на чотири роки. Протягом сезону він тричі зіграв у Бундеслізі та один раз у Кубку, вигравши цей трофей, втім основним гравцем так і не став.
1 вересня 2018 року Дайті на умовах оренди перейшов до бельгійського «Сінт-Трейдену» на один сезон. За команду із Сінт-Трейдена провів 36 матчів, забив 16 голів і зробив 9 результативних передач.
Повернувшись влітку 2019 року до «Айнтрахта», Камада став основним гравцем німецького клубу і в серпні 2020 року підписав новий трирічний контракт із клубом. За підсумками сезону 2021/22 Дайті виграв з «Айнтрахтом» Лігу Європи УЄФА, зігравши в тому числі і у фінальному матчі, де провів на полі всі 120 хвилин і реалізував свій післяматчевий пенальті. Загалом за п'ять років, проведених в «Айнтрахті», у складі його команди взяв участь у 179 іграх різних турнірів, після чого залишив клуб на правах вільного агента.
Влітку 2023 року уклав чотирирічну угоду з італійським «Лаціо».
1 липня 2024 року підписав дворічну угоду з англійським клубом «Крістал Пелес», ставши таким чином першим японцем у складі команди.

## Виступи за збірні
2016 року його залучали до складу молодіжної збірної Японії. На молодіжному рівні зіграв у 5-ти офіційних матчах.
22 березня 2019 року дебютував в офіційних матчах у складі національної збірної Японії в товариській грі проти Колумбії (1:0), вийшовши на заміну Такумі Мінаміно на 79-й хвилині. Свій перший гол за збірну він забив 10 жовтня 2019 року в матчі з Монголією (6:0).
Був основним гравцем японців на чемпіонаті світу 2022 року, де вони подолали груповий етап і припинили боротьбу на стадії 1/8 фіналу.
| Дата       | Місто       | Господарі         | Результат               | Гості             | Турнір                  | Голи | Примітки |
| ---------- | ----------- | ----------------- | ----------------------- | ----------------- | ----------------------- | ---- | -------- |
| 22-3-2019  | Йокогама    | Японія            | 0 – 1                   | Колумбія          | товариський матч        | -    | 79'      |
| 26-3-2019  | Кобе        | Японія            | 1 – 0                   | Болівія           | товариський матч        | -    | 83'      |
| 10-10-2019 | Сайтама     | Японія            | 6 – 0                   | Монголія          | Відбір до ЧС 2022       | 1    | 61'      |
| 15-10-2019 | Душанбе     | Таджикистан       | 0 – 3                   | Японія            | Відбір до ЧС 2022       | -    | 80'      |
| 9-10-2020  | Утрехт      | Японія            | 0 – 0                   | Камерун           | товариський матч        | -    | 71'      |
| 13-10-2020 | Утрехт      | Японія            | 1 – 0                   | Кот-д'Івуар       | товариський матч        | -    |          |
| 12-11-2020 | Грац        | Японія            | 1 – 0                   | Панама            | товариський матч        | -    | 71'      |
| 17-11-2020 | Грац        | Японія            | 0 – 2                   | Мексика           | товариський матч        | -    | 75' 77'  |
| 25-3-2021  | Йокогама    | Японія            | 3 – 0                   | Південна Корея    | товариський матч        | 1    | 46'      |
| 30-3-2021  | Тіба        | Монголія          | 0 – 14                  | Японія            | Відбір до ЧС 2022       | 1    | 63'      |
| 28-5-2021  | Тіба        | Японія            | 10 – 0                  | М'янма            | Відбір до ЧС 2022       | 1    |          |
| 7-6-2021   | Суйта       | Японія            | 4 – 1                   | Таджикистан       | Відбір до ЧС 2022       | -    | 46'      |
| 11-6-2021  | Кобе        | Японія            | 1 – 0                   | Сербія            | товариський матч        | -    |          |
| 2-9-2021   | Суйта       | Японія            | 0 – 1                   | Оман              | Відбір до ЧС 2022       | -    | 70'      |
| 7-9-2021   | Доха        | КНР               | 0 – 1                   | Японія            | Відбір до ЧС 2022       | -    | 76'      |
| 7-10-2021  | Джидда      | Саудівська Аравія | 1 – 0                   | Японія            | Відбір до ЧС 2022       | -    | 73'      |
| 2-6-2022   | Саппоро     | Японія            | 4 – 1                   | Парагвай          | товариський матч        | 1    |          |
| 6-6-2022   | Токіо       | Японія            | 0 – 1                   | Бразилія          | товариський матч        | -    | 46' 54'  |
| 14-6-2022  | Суйта       | Японія            | 0 – 3                   | Туніс             | товариський матч        | -    | 60'      |
| 23-9-2022  | Дюссельдорф | Японія            | 2 – 0                   | США               | товариський матч        | 1    | 86'      |
| 27-9-2022  | Дюссельдорф | Японія            | 0 – 0                   | Еквадор           | товариський матч        | -    | 67'      |
| 17-11-2022 | Дубай       | Японія            | 1 – 2                   | Канада            | товариський матч        | -    | 67'      |
| 23-11-2022 | Ер-Раян     | Німеччина         | 1 – 2                   | Японія            | ЧС 2022 - груповий етап | -    |          |
| 27-11-2022 | Ер-Раян     | Японія            | 0 – 1                   | Коста-Рика        | ЧС 2022 - груповий етап | -    |          |
| 1-12-2022  | Ер-Раян     | Японія            | 2 – 1                   | Іспанія           | ЧС 2022 - груповий етап | -    | 69'      |
| 5-12-2022  | Ель-Вакра   | Японія            | 1 – 1 д.ч. (1 – 3 п.п.) | Хорватія          | ЧС 2022 - 1/8 фіналу    | -    | 75'      |
| 24-3-2023  | Токіо       | Японія            | 1 – 1                   | Уругвай           | товариський матч        | -    | 74'      |
| 28-3-2023  | Осака       | Японія            | 1 – 2                   | Колумбія          | товариський матч        | -    | 46'      |
| 20-6-2023  | Суйта       | Японія            | 4 – 1                   | Перу              | товариський матч        | -    | 70'      |
| 9-9-2023   | Вольфсбург  | Німеччина         | 1 – 4                   | Японія            | товариський матч        | -    | 59'      |
| 16-11-2023 | Суйта       | Японія            | 5 – 0                   | М'янма            | Відбір до ЧС 2026       | 1    | 46'      |
| 6-6-2024   | Янгон       | М'янма            | 0 – 5                   | Японія            | Відбір до ЧС 2026       | -    | 62'      |
| 11-6-2024  | Хіросіма    | Японія            | 5 – 0                   | Сирія             | Відбір до ЧС 2026       | -    | 62' 79'  |
| 10-9-2024  | Ріффа       | Бахрейн           | 0 – 5                   | Японія            | Відбір до ЧС 2026       | -    |          |
| 10-10-2024 | Джидда      | Саудівська Аравія | 0 – 2                   | Японія            | Відбір до ЧС 2026       | 1    | 63'      |
| 15-10-2024 | Сайтама     | Японія            | 1 – 1                   | Австралія         | Відбір до ЧС 2026       | -    | 70'      |
| 15-11-2024 | Джакарта    | Індонезія         | 0 – 4                   | Японія            | Відбір до ЧС 2026       | -    | 79'      |
| 19-11-2024 | Сямень      | КНР               | 1 – 3                   | Японія            | Відбір до ЧС 2026       | -    | 64'      |
| 20-3-2025  | Сайтама     | Японія            | 2 – 0                   | Бахрейн           | Відбір до ЧС 2026       | 1    | 63'      |
| 25-3-2025  | Сайтама     | Японія            | 0 – 0                   | Саудівська Аравія | Відбір до ЧС 2026       | -    | 83'      |
| 5-6-2025   | Перт        | Австралія         | 1 – 0                   | Японія            | Відбір до ЧС 2026       | -    |          |
| 10-6-2025  | Суйта       | Японія            | 6 – 0                   | Індонезія         | Відбір до ЧС 2026       | 2    | 46'      |
| Усього     |             | Матчів            | 42                      |                   | Голів                   | 11   |          |

## Титули і досягнення
- Володар Кубка Німеччини (1):

«Айнтрахт»: 2017-18
- Володар Ліги Європи УЄФА (1):

«Айнтрахт»: 2021-22
- Володар Кубка Англії (1):

«Крістал Пелес»: 2024-25
- Володар Суперкубка Англії (1):

«Крістал Пелес»: 2025